# Diego Polenta
Diego Polenta, vollständiger Name Diego Fabián Polenta Musetti, (* 6. Februar 1992 in Montevideo) ist ein uruguayischer Fußballspieler.

## Karriere

### Verein
Der 1,85 Meter große Defensivakteur Polenta stammt aus der Nachwuchsmannschaft des montevideanischen Vereins Danubio. 2008 schloss er sich dem italienischen Erstligisten CFC Genua an, bei dem er bis 2011 spielte. Seine dortige Bilanz weist allerdings lediglich einen Einsatz in der Serie A in der Saison 2010/11 auf, als er am 30. April 2011 in der Partie gegen den SSC Neapel auflief. Sodann wechselte er im August 2011 auf Leihbasis zum AS Bari in die Serie B. Zuvor war Polenta mit dem FC Barcelona B in Verbindung gebracht worden, für dessen Mannschaft der Uruguayer in der Segunda División spielen sollte. Vorgesehen war zunächst ein Engagement auf Leihbasis inklusive einer Kaufoption in Höhe von 5,5 Millionen Euro. Für die Hafenstädter aus Bari debütierte er am 17. September 2011 im Spiel gegen Nocerina und absolvierte insgesamt 53 Spiele (ein Tor). Vor Beginn der Spielzeit 2013/14 stand eine mögliche einjährige Ausleihe des von Pablo Bentancur beratenen Spielers zu Nacional Montevideo im Raum, die jedoch zunächst nicht realisiert wurde. Nachdem er kurzzeitig zu Genua zurückkehrte, dort jedoch kein Spiel absolvierte, führte sein Weg wieder als Leihspieler zurück zum AS Bari. Dort spielte er mit seinen Landsleuten Walter López und Matías Alonso im selben Team. Nach seiner Rückkehr wurde er erstmals am 14. September 2013 im Spiel gegen den FC Modena aufgestellt und bestritt bis zum Rückrundenende 2013/14 insgesamt 30 Ligaspiele (drei Tore) für Bari. In den anschließenden Play-offs wurde er dreimal eingesetzt und erzielte einen Treffer. Zur Apertura 2014 wechselte er zurück nach Uruguay und schloss sich auf Leihbasis Nacional Montevideo an. In der Saison 2014/15 gewann er mit Nacional die Landesmeisterschaft und wurde 25-mal (kein Tor) in der höchsten uruguayischen Spielklasse und einmal (kein Tor) in der Copa Libertadores 2015 eingesetzt. In der Spielzeit 2015/16 bestritt er 27 Erstligaspiele (zwei Tore), zwei Partien (kein Tor) der Copa Sudamericana 2015 und neun Begegnungen (kein Tor) in der Copa Libertadores 2016. Zum Gewinn der Landesmeisterschaft in der Saison 2016 trug er dann mit elf Ligaeinsätzen ohne persönlichen Torerfolg bei. Im Sommer 2018 verließ er Nacional. Anfang 2019 schloss er sich LA Galaxy an. Im Januar 2020 wechselte er zurück nach Südamerika zu Olimpia Asunción.

### Nationalmannschaft
Polenta gehörte der uruguayischen U-15-Auswahl an. Von seinem Debüt an, das er unter Trainer Fabián Coito am 2. Mai 2007 im Spiel gegen die USA feierte, bestritt er nach Angaben der AUF insgesamt 12 Begegnungen mit der U-15 und erzielte drei Tore. Er nahm mit dem Team an der U-15-Südamerikameisterschaft 2007 in Brasilien teil und belegte dort mit Uruguay den zweiten Platz. Am 2. Juli 2008 debütierte er dann in der U-17 des Landes unter Coach Roland Marcenaro. Gegner in dieser Partie war abermals die USA. Der Verband führt 20 Länderspiele für ihn mit dieser Mannschaft. Er gehörte den Aufgeboten bei der U-17-Südamerikameisterschaft 2009 in Chile und der U-17-Weltmeisterschaft jenes Jahres in Nigeria an. Anlässlich der U-20-Südamerikameisterschaft 2011 in Peru kam er dann am 16. Januar 2011 in der Partie gegen Argentinien erstmals auch in dieser von Juan Verzeri betreuten Auswahl zum Einsatz, in der seine Bilanz 16 absolvierte Länderspiele bei drei Länderspieltoren aufweist. Die U-20-Weltmeisterschaft 2011 in Kolumbien erlebte er ebenfalls als Mannschaftsteil. 2012 war Polenta dann Mitglied der Olympiamannschaft Uruguays bei den Olympischen Sommerspielen in London. In dieser Auswahlmannschaft absolvierte er sein einziges Spiel am 11. Juli 2012 gegen Chile.
Nach den verletzungsbedingten Ausfällen der etatmäßigen Innenverteidiger Godín und Gímenez sowie von Mathías Corujo wurde er für die WM-Qualifikationsspiele Ende März 2016 gegen Brasilien und Peru für die A-Nationalmannschaft nachnominiert.

### Auszeichnungen
Im Rahmen der Ehrungen der besten uruguayischen Sportler des Zeitraums 2009–2010 („Deportista del Año“) wurde er am 28. März 2011 seitens des Comité Olímpico Uruguayo im Teatro Solís als bester Junioren-Sportler des Jahres 2010 in der Sparte „Fußball“ ausgezeichnet.

### Erfolge
- U-15-Vize-Südamerikameister 2007
- U-20-Vize-Südamerikameister 2011
- Uruguayischer Meister: 2014/15, 2016